# Asyneuma junceum
Asyneuma junceum là loài thực vật có hoa trong họ Hoa chuông. Loài này được Parolly mô tả khoa học đầu tiên năm 2000.